# 高浜町立高浜小学校
高浜町立高浜小学校（ たかはまちょうりつ たかはましょうがっこう）は、福井県大飯郡高浜町宮崎にある公立小学校。

## 沿革
- 1872年（明治5年）- 収美校・磨鍼の2校を創立。
- 1876年（明治9年）- 2校を合併して雪浜小学校と改称。
- 1907年（明治40年）- 高浜尋常高等小学校と改称。
- 1923年（大正12年）- 出火全焼。
- 1925年（大正14年）- 現在地に校舎を新築。
- 1941年（昭和16年）- 高浜国民小学校と改称。
- 1947年（昭和22年）- 高浜小学校と改称。
- 1965年（昭和40年）- 鉄筋三階建校舎並び本館完成。
- 1967年（昭和42年）- 体育館新築完成。
- 1968年（昭和43年） - 昭和天皇、香淳皇后が第23回国民体育大会に合わせて行幸啓[1]。
- 1983年（昭和58年）- プール新設。
- 1992年（平成4年）- パソコン教室増築、パソコン20台設置。
- 2004年（平成16年）- 校舎耐震補強及び改修工事。

## 学区
若宮・塩土・三明・事代・宮崎・薗部・岩神・笠原・子生・坂田・立石・畑・中津海・鐘寄・湯谷・南団地・紫水ケ丘

## 進学先中学校
- 高浜町立高浜中学校[2]

## 学区 / 校区内の主な施設
- JR若狭高浜駅
- 高浜町役場
- 若狭高浜病院
- 瑞祥園
- 城山公園
- 高浜町立高浜中学校

## 交通
JR小浜線 若狭高浜駅より徒歩3分